# Pachamama
Pachamama eller Mama Pacha er en frugtbarhedsgudinde i  Inkaernes oprindelige religion. Pachamama er søster og muligvis også hustru til Pachacamac eller Inti. Hun er den dag i dag fortsat en vigtig gudinde i Andesregionen, hvor de oprindelige folk i vidt omfang dyrker oprindelig religion og mytologi parallelt med katolicismen. Pachamama er gudinde for frugtbarhed og kærlighed, med kan også forårsage jordskælv.
Der fremstilles små statuetter og amuletter af Pachamama, som gives som gaver til den man elsker. Statuetterne kan også gives til personer, der har uheld i livet og ved at få en statuette kan forbandelsen brydes. Statuetterne repræsenterer også livskraft og sexlyst. 
Navnet Pachamama betyder Moder Jord på Quechua.

## Eksterne links
- Wikimedia Commons har flere filer relateret til Pachamama

| Mytologi | Spire Denne artikel om mytologi er en spire som bør udbygges. Du er velkommen til at hjælpe Wikipedia ved at udvide den. |